# Tom Lockyer
Thomas Alun Lockyer (sinh ngày 3 tháng 12 năm 1994) là một cầu thủ bóng đá chuyên nghiệp người xứ Wales hiện thi đấu ở vị trí trung vệ cho câu lạc bộ Luton Town tại Giải bóng đá Ngoại hạng Anh và đội tuyển quốc gia Wales.
Ngày 16 tháng 12 năm 2023, trong khi đang thi đấu với Bournemouth tại vòng 17 giải Ngoại hạng Anh, anh đổ gục xuống mặt cỏ sân Vitality, khiến cho trận đấu bị hủy khi tỉ số đang là 1-1. Hiện anh đã vượt qua cơn nguy kịch. Đây không phải lần đầu tiên Lockyer gặp tình trạng như thế này. Trong trận play-off thăng hạng Ngoại hạng Anh với Coventry vào ngày 27 tháng 5, cầu thủ này đã đổ gục ngay phút thứ 8 và rời sân bằng cáng và thở oxy khi được đưa đến bệnh viện để kiểm tra thêm.